# František Kupka
František Kupka n. 23 septembrie 1871, Opočno⁠(d), Hradec Králové, Cehia – d. 24 iunie 1957, Puteaux, Seine, Franța, cunoscut, de asemenea, sub numele de Frank Kupka sau François Kupka, a fost un pictor și artist grafic ceh. El a fost un pionier și un cofondator al fazei timpurii a mișcării de artă abstractă și a cubismului orfic (orfism). Lucrările abstracte ale lui Kupka au apărut dintr-o bază realistă, dar mai târziu au evoluat într-o artă abstractă pură.

## Biografie

### Formare
František Kupka s-a născut în localitatea Opočno (estul Boemiei) din Austro-Ungaria în 1871. În perioada 1889-1892 a studiat la Academia de Arte Frumoase din Praga. În acest timp, el a pictat teme istorice și patriotice. Kupka s-a înscris apoi la Academia de Arte Frumoase din Viena, unde s-a concentrat pe subiecte simbolice și alegorice. El a fost influențat de către pictorul și reformatorul social Karl Wilhelm Diefenbach (1851-1913) și de stilul său de viață naturistic. Kupka a expus la Kunstverein, în Viena, în anul 1894. Interesul său față de teosofie și de filosofia orientală datează din această perioadă. Prin primăvara anului 1894 Kupka s-a stabilit la Paris; acolo el a asistat o scurtă perioadă la cursurile de la Académie Julian și apoi a studiat cu Jean-Pierre Laurens la École des Beaux-Arts.

### Cariera
Kupka a lucrat ca ilustrator de cărți și afișe și, în primii ani la Paris, a devenit cunoscut prin desenele sale satirice pentru ziare și reviste. În 1906 s-a stabilit în Puteaux, o suburbie a Parisului, și în același an a expus pentru prima dată la Salon d'Automne. Kupka a fost profund impresionat de primul Manifest Futurist, publicat în 1909 în Le Figaro. Pictura sa Claviatură de pian/Lac (1909) a marcat o pauză în stilul său de reprezentare. Opera lui a devenit din ce în ce mai abstractă în jurul anilor 1910-1911, reflectând teoriile sale cu privire la mișcare, culoare, precum și relația dintre muzică și pictură (orfism). În 1911 a participat la întâlnirile Grupului de la Puteaux (Section d'Or). În 1912 a expus pictura Amorpha. Fugue à deux couleurs la Salon des Indépendants în camera cubistă, deși el nu voia să fie identificat cu nici o mișcare. Creation in the Plastic Arts, o carte finalizată de Kupka în 1913, a fost publicată la Praga în anul 1923.
În 1931, el a fost un membru fondator al mișcării Abstraction-Création. În 1936 opera sa a fost inclusă în expoziția Cubism and Abstract Art de la Muzeul de Artă Modernă din New York și într-o expoziție importantă cu un alt pictor ceh Alphonse Mucha la Jeu de Paume din Paris. O retrospectivă a operei sale a avut loc la Galeria Mánes din Praga în 1946. În același an, Kupka a participat la Salon des Réalités Nouvelles, unde a continuat să expună în mod regulat până la moartea sa. La începutul anilor 1950, el a dobândit o recunoaștere generală și a avut mai multe expoziții personale la New York.
Între anii 1919 și 1938 Kupka a fost susținut financiar de către bunul său prieten, colecționarul de artă și industriașul Jindřich Waldes care a adunat o colecție substanțială de lucrări ale sale. Kupka a murit în 1957 la Puteaux, Franța.

## Lucrări
Kupka a avut un interes puternic față de teoria culorilor și de eliberarea culorilor din asociațiile descriptive (care se crede că s-ar datora influenței altor artiști precum Robert Delaunay). Margit Rowell a descris tabloul Scara galbenă (c. 1907) ca "prima încercare a lui Kupka de a se împăca cu teoria culorilor în care rezultatul este atât personal, cât și unul de succes". Deși un auto-portret, subiectul picturii a fost culoarea galbenă. În jurul anului 1910, el a început să dezvolte propriile sale roți de culoare, adaptând un format explorat anterior de către Sir Isaac Newton și Hermann von Helmholtz. Acest lucru l-a determinat pe Kupka să execute o serie de picturi pe care le-a numit "Discurile lui Newton" (1911-1912).
- Planuri de culori
- Coloratul
- Reminiscență a unei catedrale
- Spațiu albastru

Lucrări în Colecția Peggy Guggenheim, Veneția, Italia:
- Studiu pentru Femei la cules de flori (Femme cueillant des fleurs), cca 1910
- Studiu pentru Amorpha, Cromatică caldă, Chromatique chaude și pentru Fugă în două culori (Fugue a deux couleurs), ca 1911-1912
- Planuri verticale (Plans verticaux), 1911-1912
- Studiu pentru Organizarea de motive grafice I (Localisations de mobiles graphiques I), ca 1911-1912
- În jurul unui punct (Autour d'un point), ca 1920-1925

Printre alte lucrări se află Catedrala (Katedrála).

## Primul Război Mondial
Kupka a servit ca voluntar în Primul Război Mondial și este menționat în La Main Coupée de Blaise Cendrars.
Cendrars îl descrie ca un „soldat mândru, calm, placid, puternic...”, dar prea bătrân pentru a fi un soldat, fiind cu cel puțin 25 de ani mai în vârstă decât restul. Când regimentul a plecat din Paris pe frontul din Picardia (au mărșăluit tot drumul pe jos) doamna Kupka a întâlnit coloana în rondul din La Défense, aproape de locul unde locuiau. Ea a defilat împreună cu ei, cărând geanta și pușca soțului ei. Ea ar fi mărșăluit tot drumul către front, dar la sfârșitul primei zile colonelul a arestat-o și a trimis-o înapoi la Paris. Mai târziu, ea a plecat pe front pentru a-și petrece timpul cu soțul ei. Kupka a plecat de pe front din cauza degerăturilor de la picioare, cauzate de nopțile petrecute în tranșee până la brâu în apă rece.